# Aulacomerus varicornis
Aulacomerus varicornis – gatunek błonkówki z rodziny Pergidae.

## Taksonomia
Gatunek ten został opisany w 1883 przez Petera Camerona pod nazwą Loboceras klugii. Jako miejsce typowe podano górę Volcan de Chiriqui w Panamie na wysokości 1220–1830 m n.p.m. Syntypem była samica. W 1990 roku David Smith przeniósł go do rodzaju Aulacomerus.

## Zasięg występowania
Ameryka Północna, znany z Meksyku i Panamy.